# Stazione di Sessa Aurunca Superiore
La stazione di Sessa Aurunca Superiore è stata una stazione ferroviaria posta lungo la ex linea ferroviaria Sparanise-Gaeta chiusa il 23 marzo 1957, era a servizio del comune di Sessa Aurunca.

## Storia
La stazione venne inaugurata nel 1892 con il nome di Sessa Aurunca. Dopo la costruzione della direttissima Napoli-Roma, le venne aggiunto l'appellativo di superiore per distinguerla dalla stazione di Sessa Aurunca-Roccamonfina. Aveva un buon traffico sia di passeggeri che di merci. Continuò il suo esercizio fino al 23 marzo 1957 insieme alla tratta Sparanise-Minturno.

## Strutture e impianti
La stazione era dotata da un fabbricato viaggiatori, un magazzino merci e da due binari. Attualmente rimangono solo il fabbricato viaggiatori e il magazzino merci, adibiti ad abitazioni private, mentre i binari vennero smantellati.